# IC 1016
IC 1016 је спирална галаксија у сазвјежђу Дјевица која се налази на листи објеката дубоког неба у Индекс каталогу.
Деклинација објекта је + 4° 49' 17" а ректасцензија 14h 27m 32,3s. Привидна величина (магнитуда) објекта IC 1016 износи 13,8 а фотографска магнитуда 14,6. IC 1016 је још познат и под ознакама IC 4424, NGC 5619B, MCG 1-37-14, CGCG 47-48, PGC 51624.